# Izz ad-Din
Izz ad-Din (arab. عز الدين) – miejscowość w Syrii, w muhafazie Hims. W 2004 roku liczyła 2620 mieszkańców.